# قلعة البرقاوي
قلعة البرقاوي هي قلعة تقع في قرية شوفة، على بعد حوالي 8 كم جنوب شرق طولكرم. سميت على اسم عائلة البرقاوي والشيخ عيسى البرقاوي الذي بناها منذ استلام العثمانيين الحكم لبلاد الشام 1516.

## تاريخها
يعود تاريخ بناء القلعة للعهد العثماني، ويعكس طرازها المعماري للعصر الإقطاعي في فلسطين العثمانية. كما تعتبر القلعة من أهم القلاع في منطقة طولكرم، ولها أهمية تاريخية حيث استشهد الشيخ خليل البرقاوي أثناء حملة نابليون في عام 1799. كما لعبت دورًا حاسمًا خلال حملة إبراهيم باشا ضد ثورة الفلاحين في عام 1831 وثورة 1936 ضد الانتداب البريطاني.

## بناؤها
بنيت القلعة على أساسات رومانية، ليأتي فن العمارة العثماني ويضفي عليها طابعه الخاص كالقباب، والأبواب الكبيرة، والزخارف المعمارية. تتكون القلعة من قبو وطابقين وأكثر من 25 غرفة. يحتوي القبو على عدة غرف وآبار ومخازن، ربما كان بعضها بمثابة سجن. حاليًا، تُستخدم بعض هذه الغرف كمتحف يعرض معروضات شعبية وتراثية. يضم الطابق الأول أقساماً مختلفة مثل الإيوان وبيت الضيافة وغرف السكن لأغراض مختلفة، بما في ذلك مناطق الخدمة وإعداد الطعام والإسطبلات. كما تحتوي الساحات المحيطة بالقلعة على إسطبلات للخيول ومضامير تدريب وغرف للخدم وحظائر للماشية ومعصرة زيتون.

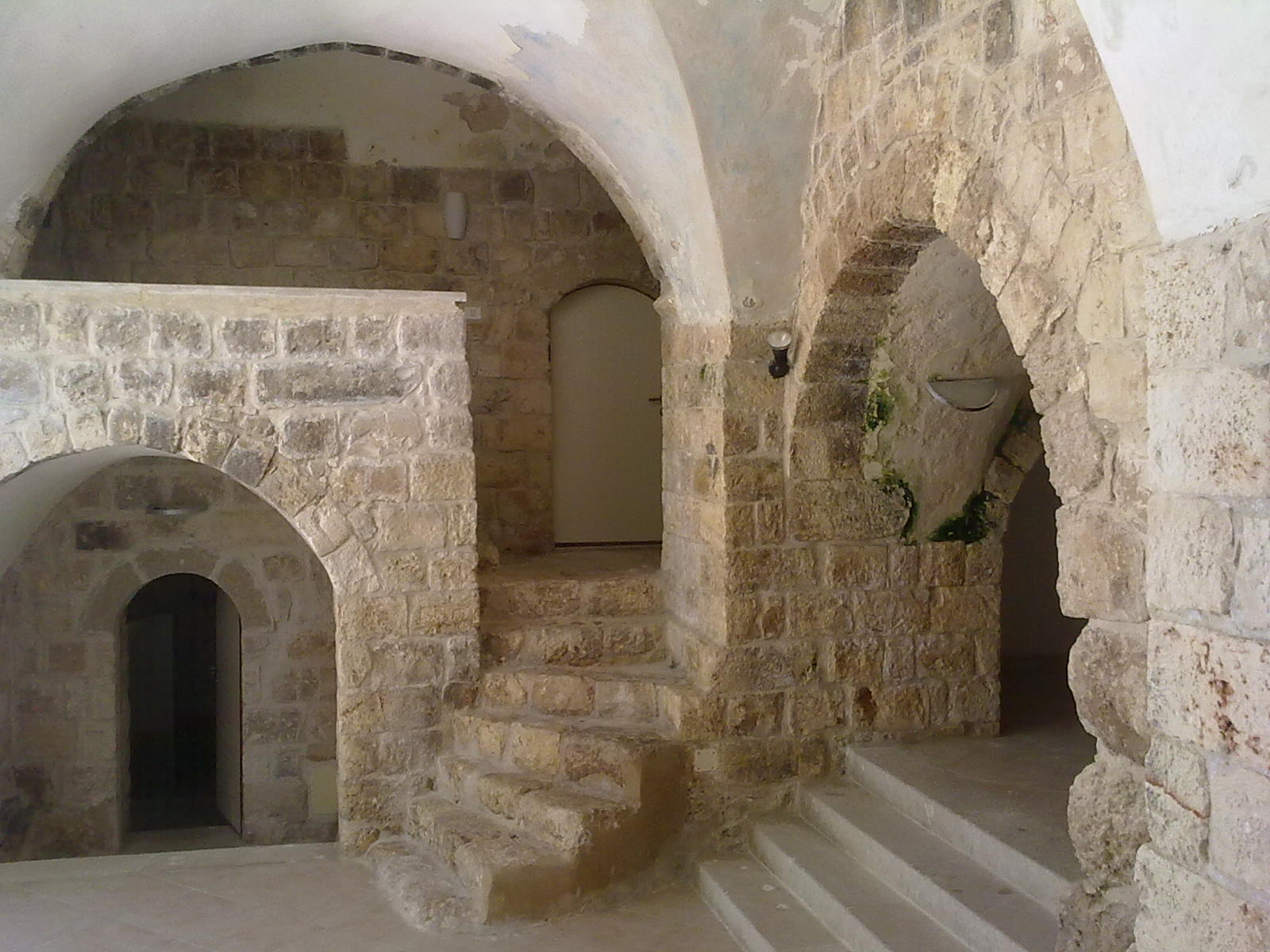
القلعة من الداخل

يضم الطابق العلوي غرفاً ومنازل للشيخ وحاشيته، بالإضافة إلى مناطق للمراقبة. قد هُدمت بعض أجزاء المبنى، وخاصة في الجهة الغربية، وهناك مناطق مهملة في الجهة الجنوبية الغربية. تم ترميمها من قبل وزارة السياحة والآثار وهي الآن مفتوحة للجمهور.
كانت ساحة القرية الشرقية تضم قبر روماني "تابوت" من الحجر الجيري إضافة إلى وجود الكثير من القطع الفخارية والتي تعود إلى الفترتين الرومانية والبيزنطية.